# Martine Pinville
Pour les articles homonymes, voir Pinville.
Martine Pinville, née le 23 octobre 1958 à Angoulême en France, est une femme politique française. Députée de la Charente entre 2007 et 2015, elle est nommée secrétaire d'État chargée du Commerce, de l'Artisanat, de la Consommation et de l'Économie sociale et solidaire le 17 juin 2015 jusqu'au 10 mai 2017.
Martine Pinville est conseillère régionale de Nouvelle-Aquitaine depuis le 4 janvier 2016. Depuis le 2 juillet 2021, elle préside le groupe Parti socialiste, Place Publique et apparentés au Conseil régional de Nouvelle-Aquitaine, succédant à Matthias Fekl.

## Biographie
Capacitaire en droit, Martine Pinville est fonctionnaire des impôts.
Très engagée dans la vie associative locale[réf. nécessaire], elle est militante au PS depuis 1983. Elle en est toutefois exclue lors du bureau national du 22 mai 2007 pour avoir maintenu sa candidature aux élections législatives face à Malek Boutih, candidat officiel, parachuté dans la circonscription.
Martine Pinville est élue députée le 17 juin 2007, pour la XIIIe législature (2007-2012), dans la 4e circonscription de la Charente en devançant, en tant que dissidente PS, le candidat officiel PS Malek Boutih au premier tour, puis en battant Philippe Mottet (UMP) au second tour avec 57,03 % des suffrages. Elle prend ainsi la suite de Jean-Claude Beauchaud (PS), qu'elle choisit comme suppléant. Elle siège au groupe socialiste en tant qu'apparentée entre 2007 et 2009 et est membre de la commission des affaires culturelles, familiales et sociales. Elle réintègre le groupe socialiste le 24 septembre 2009.
Soutien de François Hollande dès le début de la primaire socialiste de 2011, elle est chargée du dossier de la dépendance dans la campagne de François Hollande puis devient en 2012 secrétaire nationale du Parti socialiste chargée des questions de santé. Elle est réélue lors des élections législatives françaises de 2012 sous l'étiquette du PS dès le premier tour avec 50,16 % des suffrages dans la 1re circonscription de la Charente, issue du redécoupage des circonscriptions législatives françaises de 2010.
Membre de la commission des affaires sociales, elle réalise un travail apprécié dans le cadre de commissions ou de missions d'études sur les questions liées à la santé : prévention et adaptation au vieillissement, santé mentale et avenir de la psychiatrie, immigrés âgés, santé à l’école, système prostitutionnel, services à la personne... et joue un rôle important dans le processus de modulation des allocations familiales en fonction des revenus en 2014.
Le 17 juin 2015 elle est nommée secrétaire d'État chargée du Commerce, de l'Artisanat, de la Consommation et de l'Économie sociale et solidaire, auprès du ministre de l'Économie, de l'Industrie et du Numérique. Elle remplace dans ses fonctions Carole Delga, qui démissionne afin de faire campagne pour les élections régionales dans la nouvelle région issue de la fusion entre Midi-Pyrénées et Languedoc-Roussillon.
Lors de l'élection régionale de 2015 en Aquitaine-Limousin-Poitou-Charentes, elle figure en deuxième place de la liste socialiste de la Charente.
Candidate à sa réélection lors des élections législatives de 2017, elle est battue dès le premier tour.
En 2018, elle soutient la candidature de Stéphane Le Foll pour le congrès d'Aubervilliers du PS.

## Mandats

### A l'Assemblée nationale
- Du 20 juin 2007 au 17 juillet 2015 : députée de la quatrième circonscription de la Charente
- Du 18 au 20 juin 2017 (2 jours) : députée de la première circonscription de la Charente

### Maire et conseiller municipal
- 19 mars 1989 - 18 juin 1995 : conseillère municipale à Balzac (Charente).
- 19 juin 1995 - août 2012 : adjointe au maire de Balzac.
- depuis 2014 : conseillère régionale
- Depuis 2020 : conseillère municipale à Angoulême

### Mandat intercommunal
- depuis 2001 : présidente du pays d’Entre Touvre et Charente